# Ferrovia Carmagnola-Bra
La ferrovia Carmagnola-Bra è una linea ferroviaria di interesse regionale e collega le città di Bra e Carmagnola.

## Storia
La tratta ferroviaria Carmagnola-Bra entrò in funzione il 7 aprile 1884. Insieme alla Ferrovia Bra-Ceva, inaugurata nel 1874, costituiva parte dell'itinerario originale Torino-Savona. Venne aperta per accorciare il tracciato verso Bra-Ceva-Savona, fino ad allora esercitato passando per Carmagnola-Cavallermaggiore-Bra, e mantenendo questo scopo sino al 1933, quando venne attivata la variante di tracciato Fossano-Mondovì-Ceva.
Da quel momento il traffico ferroviario è di interesse perlopiù locale e, dalla dismissione del tratto Bra-Ceva avvenuta nel 1994, la linea serve solo i treni tra Torino, Bra e Alba.

## Caratteristiche
| Continuation backward |

| Station on track |

| Unknown route-map component "CONTgq" | Unknown route-map component "ABZgr" |  |

| Unknown route-map component "SKRZ-Au" |

| Station on track |

| Unknown route-map component "HSTeBHF" |

| Stop on track |

| Unknown route-map component "CONTgq" | Unknown route-map component "ABZg+r" |  |

| Station on track |

|  | Unknown route-map component "ABZgl" | Unknown route-map component "CONTfq" |

| Continuation forward |

La linea è una ferrovia a binario unico a scartamento ferroviario normale da 1435 mm, elettrificata a 3 kV in corrente continua.

## Traffico
La linea è percorsa dai convogli della linea 4 del servizio ferroviario metropolitano di Torino, lungo la relazione Torino-Bra-Alba.